# إميل برتراند
إميل برتراند (بالفرنسية: Émile Bertrand)‏ هو عالم معادن ‏ فرنسي، ولد في 1844، وتوفي في 1909.